# Mesqet
Mesqet (in anderen Publikationen teilweise auch Mesket) bezeichnet in der ägyptischen Mythologie und Astronomie die Himmelsregion knapp über dem Horizont und meint speziell im Gegensatz zur Qenqenet die Ausgangsbereiche der Duat.

## Hintergrund

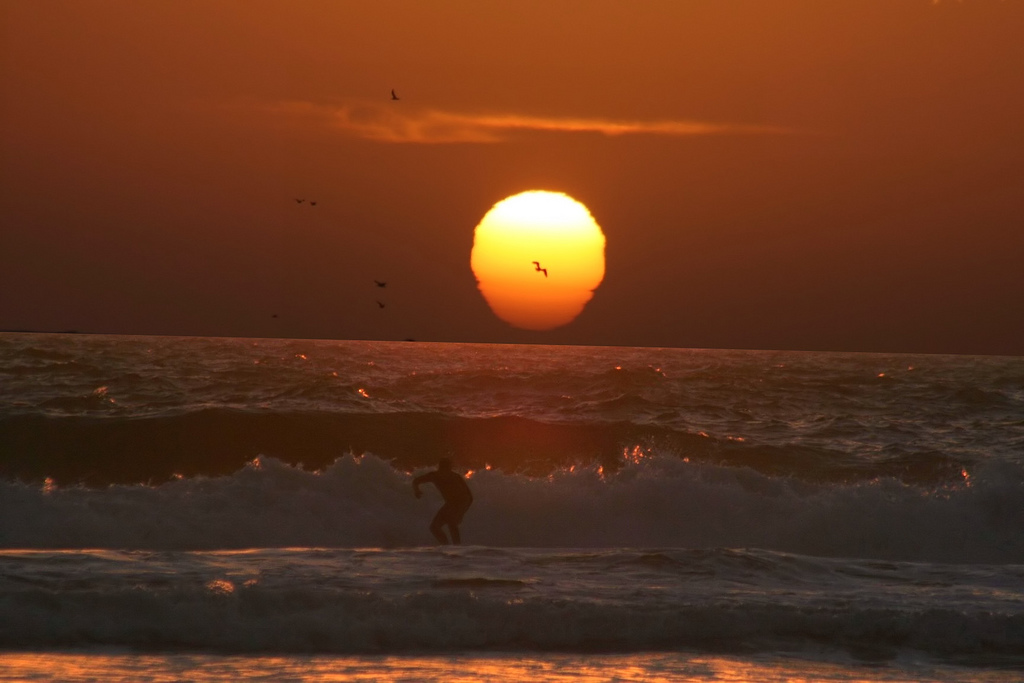
Mesqet-Zone: Sonnenaufgang knapp über dem Horizont

Die Mesqet ist der Ort, in welchem sich Re, Horus und die Dekan-Sterne kurz nach der Geburt aufhalten, bevor sie gänzlich über dem Horizont auftauchen. Die Mesqet ist mythologisch daher auch „der Ort nach der Geburt, bevor die endgültige Größe erreicht wird“.
Die Lokalität des Mesqet war unter den Ägyptologen lange umstritten, da dieser Bereich in vielen Texten auch als „Gegend am Himmel und in der Duat“ belegt ist. Die Mesqet spielt schon speziell in den Pyramidentexten eine wichtige Rolle. So glaubten beispielsweise Kurt Sethe, Arielle Kozloff und Ronald Wells, dass es sich um die Milchstraße handeln könnte. Nach weiteren Untersuchungen anderer Texte konnte dieser Vorschlag nicht mehr in die engere Wahl gezogen werden, da sich die anderen Belege deutlich auf eine „Durchgangsregion des Himmels und der Sterne“ bezogen.
Nach umfangreichen Aufarbeitungen durch Harco Willems, Rolf Krauss und Arno Egberts konnte der Bereich auf die Örtlichkeiten des Sonnenaufgangs eingeschränkt werden. Mit den Ergebnissen der Untersuchungen des Papyrus pBM 47.218.50 und der damit verbundenen Thematik der Mesqet-Heiligtümer wurde schnell klar, dass sich die neueren Annahmen mit der Nennung im Brooklyn-Payprus decken, der explizit nur die Himmelsrichtungen Ost und West erwähnt. Schließlich belegte die Neubearbeitung des Nutbuches die genaue Zuweisung in die Gebiete der Ausgangstore der Duat, die sich knapp über dem Horizont befinden.